# Еланский уезд
Еланский уезд — административно-территориальная единица в составе Саратовской губернии, существовавшая в 1921—1923 годах. Центр — Елань.
Еланский уезд Саратовской губернии был образован постановлением ВЦИК от 18 июня 1921 года. В состав уезда были переданы следующие территории:
- из Аткарского уезда: Александровская, Богородская, Волконская, Еланская, Краишевская, Лиходеевская, Матышевская, Марецкая, Судачинская, Терсинская и Хвощинская волости
- из Балашовского уезда: Красавская и Самойловская (с бывшей Благовещенской) волости
- из Камышинского уезда: Ершовская, Лемешкинская, Руднянская и Лопуховская волости[1].

Декретом ВЦИК от 12 ноября 1923 года Еланский уезд был упразднён, а его территория передана в состав Балашовского и Камышинского уездов.